# Ancylotrypa fodiens
Ancylotrypa fodiens là một loài nhện trong họ Cyrtaucheniidae. Loài này phân bố ờ Kameroen.